# Basket vid olympiska sommarspelen 2024
Basket vid olympiska sommarspelen 2024 arrangerades mellan 27 juli och 11 augusti 2024 i Frankrike. Gruppspelet i 5x5 avgjordes i Stade Pierre-Mauroy i Villeneuve-d'Ascq, utslagsspelet i 5x5 avgjordes i Bercy Arena i Paris och 3x3 avgjordes vid Place de la Concorde i Paris. Tävlingarna bestod av en turnering för damer och en för herrar med 12 lag i respektive turnering. Dessutom fanns disciplinen 3x3 på programmet för andra gången, även här spelades en turnering för damer och för herrar.

## Medaljörer
| Basket                          | Guld | Silver | Brons |
| Damernas turnering Detaljer...  | USA Napheesa Collier Kahleah Copper Chelsea Gray Brittney Griner Sabrina Ionescu Jewell Loyd Kelsey Plum Breanna Stewart Diana Taurasi Alyssa Thomas A'ja Wilson Jackie Young | Frankrike Valériane Ayayi Marième Badiane Romane Bernies Alexia Chery Marine Fauthoux Marine Johannès Leïla Lacan Dominique Malonga Sarah Michel Iliana Rupert Janelle Salaün Gabby Williams       | Australien Amy Atwell Isobel Borlase Cayla George Lauren Jackson Tess Madgen Ezi Magbegor Jade Melbourne Alanna Smith Stephanie Talbot Marianna Tolo Kristy Wallace Sami Whitcomb             |
| Herrarnas turnering Detaljer... | USA Bam Adebayo Devin Booker Stephen Curry Anthony Davis Kevin Durant Anthony Edwards Joel Embiid Tyrese Haliburton Jrue Holiday LeBron James Jayson Tatum Derrick White      | Frankrike Andrew Albicy Nicolas Batum Isaïa Cordinier Bilal Coulibaly Nando de Colo Evan Fournier Rudy Gobert Mathias Lessort Frank Ntilikina Matthew Strazel Victor Wembanyama Guerschon Yabusele | Serbien Aleksa Avramović Bogdan Bogdanović Dejan Davidovac Ognjen Dobrić Marko Gudurić Nikola Jokić Nikola Jović Vanja Marinković Vasilije Micić Nikola Milutinov Filip Petrušev Uroš Plavšić |

| 3x3                             | Guld                                                                        | Silver                                                                       | Brons                                                                         |
| Damernas turnering Detaljer...  | Tyskland Marie Reichert Elisa Mevius Sonja Greinacher Svenja Brunckhorst    | Spanien Vega Gimeno Sandra Ygueravide Juana Camilión Gracia Alonso de Armiño | USA Dearica Hamby Cierra Burdick Hailey Van Lith Rhyne Howard                 |
| Herrarnas turnering Detaljer... | Nederländerna Jan Driessen Dimeo van der Horst Arvin Slagter Worthy de Jong | Frankrike Lucas Dussoulier Timothé Vergiat Jules Rambaut Franck Seguela      | Litauen Šarūnas Vingelis Gintautas Matulis Aurelijus Pukelis Evaldas Džiaugys |

Denna tabell: visa • redigera

## Medaljtabell
*   Värdland ( Frankrike)
| Nr                  | Nation              | Guld | Silver | Brons | Totalt |
| ------------------- | ------------------- | ---- | ------ | ----- | ------ |
| 1                   | USA                 | 2    | 0      | 1     | 3      |
| 2                   | Nederländerna       | 1    | 0      | 0     | 1      |
| 2                   | Tyskland            | 1    | 0      | 0     | 1      |
| 4                   | Frankrike*          | 0    | 3      | 0     | 3      |
| 5                   | Spanien             | 0    | 1      | 0     | 1      |
| 6                   | Litauen             | 0    | 0      | 1     | 1      |
| 6                   | Australien          | 0    | 0      | 1     | 1      |
| 6                   | Serbien             | 0    | 0      | 1     | 1      |
| Totalt (8 nationer) | Totalt (8 nationer) | 4    | 4      | 4     | 12     |